# Cerynea oblops
Cerynea oblops là một loài bướm đêm trong họ Erebidae.